# Borei (lớp tàu ngầm)

Project 955

Tàu ngầm Đề án 955 Borey (tiếng Nga: Проекта 955 Борей; cũng có thể gọi là Borei cũng như được gọi là lớp Dolgorukiy) là loại tàu ngầm hạt nhân mang tên lửa đạn đạo được phát triển bởi Cục Thiết kế Hàng hải Trung ương Rubin và đóng bởi Sevmash cho lực lượng hải quân Nga. Loại tàu này được chế tạo dự định để thay thế các tàu ngầm Đề án 667BDR Kalmar, Đề án 667BDRM Delfin và Đề án 941 Akula hiện đang phục vụ trong hải quân Nga.

## Lịch sử
Đề án 955 được lên kế hoạch phát triển từ tháng 11 năm 1985. Tàu được thiết kế và đóng trong thời kỳ khủng hoảng trầm trọng của Nga chiếc đầu tiên của Đề án lẽ ra phải hoàn thành ngày 2 tháng 11 năm 1996 nhưng bị chậm tiến độ do sự thiếu hụt của ngân sách chính phủ về quân sự đã khiến cho nhiều chương trình bị hủy bỏ. Nhà sản xuất đã gặp khó khăn lớn trong việc trả lương cho công nhân đóng tàu, nhưng Sevmash đã tồn tại được qua cuộc khủng hoảng này cùng với Đề án 955 bằng việc cho công nhân ăn miễn phí và tháo dỡ bán phế liệu các tàu thuộc dự án khác, vì tiềm năng của loại tàu này nên nhà chế tạo đã theo đến cùng dù không được trả tiền.
Nhưng không may là chương trình tên lửa vốn quyết định số phận của Đề án 955 là R-39 Bark đã thất bại ba lần từ năm 1993 đến 1997 nên việc phân tích đã đóng lại tháng 9 năm 1998 và chiếc đầu đang đóng dở xem như không còn cần thiết. Từ các dữ liệu thu thập được Bộ quốc Phòng Nga đã cho thiết kế các loại tên lửa mới và kết quả là hai loại Bulava-45 với trọng lượng 47 tấn và Bulava-30 có trọng lượng 30 tấn. Với việc chọn Bulava-30 tàu ngầm phải được đóng mới hoàn toàn. Nhà máy đóng tàu đã tiến hành với thiết kế, kinh nghiệm và kỹ thuật đóng đã có sẵn trước đó cũng như để tiết kiệm tiền nhà máy đã sử dụng phần thân của hai chiếc tàu ngầm Đề án 971 Shchuka-B đang đóng dở từ trước đó và đóng thành chiếc một chiếc Đề án 955 có tên Yury Dolgoruky năm 2004 đây là dấu hiệu nhà máy Sevmash bắt đầu thoát ra khỏi cuộc khủng hoảng. Và chiếc thứ hai là Alexander Nevsky đóng ngay sau đó và bắt đầu chạy thử năm 2010. Tuy nhiên do cuộc khủng hoảng đã ảnh hưởng đến toàn hệ thống trong ngành công nghiệp quốc phòng Nga và gây ra vấn đề nghiêm trọng với chất lượng các thành phẩm của nhà máy.
Hải quân Nga cho biết, chất lượng của tàu ngầm Alexander Nevsky, thuộc lớp Borei kém xa những gì mà họ mong đợi. Bộ Quốc phòng Nga cho biết, hệ thống máy tính điều khiển số của tàu ngầm Alexander Nevsky lớp 955 Borei hoạt động không hiệu quả và có rất nhiều lỗi hệ thống. Hệ thống kỹ thuật số mới còn quá thô sơ, không đảm bảo được các chỉ số an toàn trong vận hành. Tàu ngầm có hàng trăm lỗi hệ thống đã được hải quân ghi nhận, nếu điều này xảy ra trong thời chiến có thể kéo theo thảm họa nhưng các lỗi này thuộc diện "mật" không thể công bố.
Hãng đóng tàu Sevmash cho biết các lỗi hệ thống đã được khắc phục nhưng Hải quân Nga vẫn tỏ ra hoài nghi đối với vấn đề này. Tàu Alexander Nevsky phải mất hơn 2 tuần để khắc phục các lỗi hệ thống còn đối với tàu ngầm hạt nhân chiến lược Yury Dolgoruky chiếc đầu tiên của lớp Borei còn tồi tệ hơn khi Sevmash đã phải mất hơn 4 tháng để khắc phục các khuyết điểm trên hệ thống điều khiển của tàu.
Sau đó các tàu Borey đã phóng thành công các tên lửa Bulava sau đó khi đã khắc phục hàng loạt các lỗi nên đã mở ra tương lai mới cho loại tàu ngầm này. Và ngay sau khi chiếc Yury Dolgoruky được chuyển giao cho hải quân vào tháng 9 năm 2012 thì sẽ đóng thêm 5 chiếc Đề án 955 nữa theo hợp đồng đã được ký.
Tổng thống Nga Vladimir Putin đã cho phép hãng sản xuất có quyền yêu cầu cấp và tăng kinh phí cho chương trình vào năm 2015 cũng như tiếp tục hợp tác với Cục Thiết kế Hàng hải Trung ương Rubin để phát triển và đóng các tàu Borey-A hiện đại hóa sử dụng các thành tựu khoa học và công nghệ mới nhất với hiệu suất được cải thiện.
Và dù nó được thiết kế để phóng tên lửa Bulava thì nhà phát triển Rubin cũng nói rằng tàu cũng được thiết kế để có thể thay đổi vũ khí sử dụng chuẩn bị sẵn cho việc một hay nhiều phiên bản tên lửa hiện đại hơn ra mắt.

## Dự định và chế tạo
Chiếc Yury Dolgoruky dự tính sẽ được chuyển giao cho hải quân vào ngày 9 năm 2012 nhưng do các yếu tố khác nhau nên việc chuyển giao được thực hiện vào ngày 29 tháng 12 năm 2012 và chính thức đi vào hoạt động. Chiếc Alexander Nevsky đang được thử nghiệm và dự tính sẽ đưa vào biên chế cuối năm 2012, chiếc Vladimir Monomakh cũng đã hoàn tất và được hạ thủy để chạy thử nghiệm.
Năm 2017 chiếc Knyaz Vladimir được hạ thủy và sau đó được thử nghiệm cho đến năm 2020 chính thức bàn giao cho Hải quân Nga.
Đến năm 2018, lực lượng hạt nhân chiến lược Nga sẽ được nhận 8 tàu ngầm loại Borei. Theo Đài Tiếng nói nước Nga, hai tàu ngầm Yury Dolgoruky và Alexander Nevsky sẽ gia nhập thành phần lực lượng chiến lược trong năm 2012 và trong vòng sáu năm tới mỗi năm sẽ đóng một tàu ngầm trang bị tên lửa.